# Коук, Даниэль Паркер
Даниэль Паркер Коук (англ. Daniel Parker Coke) — английский адвокат и член парламента Великобритании от городов Дерби и Ноттингем.

## Биография
Коук был единственным ребёнком в семье адвоката Томаса Коука (1700—1776) и его жены Матильды Гудвин (1706—1777). Он принадлежал к древнему дербиширскому роду Коуков из Трасли. Учился в Дербской школе, Оксфордском королевском колледже и Колледже Всех Душ. Получил степень бакалавра в 1769 году и в 1772 году в Линкалн Ин (Лондон) — степень магистра.

## Карьера
Коук был приглашён в суд в 1768 году и работал в качестве адвоката.
С 1776 по 1780 годы был членом парламента от города Дерби, позднее в 1780—1812 гг. — от Ноттингема.
С 1793 года Коук поддерживал политику британского правительства в сторону войны с Францией. На общих выборах 1802 года Коук потерял много голосов из-за своей приверженности военным действиям и высоким ценам на потребительские товары. В результате он был вынужден отдать место в парламенте доктору Джозефу Бирчу из Престона. Коук ходатайствовал против результатов голосования и в мае 1803 года победил в новых выборах. В очередной раз успешно соревновался с Бирчем в 1806 году.
После ухода из парламента в 1818 году продолжил карьеру в качестве председателя квартальных сессий дербиширского суда.
Никогда не был женат. Умер в Дерби в 1825 году, и был похоронен в Соборе Всех Святых в Дерби, где ему поставлен основательный памятник.

## Портрет
Фамильный портрет Коуков, хранящийся в Музее и художественной галерее Дерби, в 1782 году нарисовал английский художник Джозеф Райт, вскоре после того, как Д’Эвес Коук, приходской пастор Пинкстона и Южного Нормантона в Дербишире, владелец угольной шахты и филантроп, кузен Даниэля, со своей женой получили в наследство Брукхил-Холл (Brookhill Hall) около Пинкстона. Даниэль Коук, который сидит за столом на открытом воздухе под широким деревом, изображён рядом с ними. Центром композиции и объектом дискуссий является лист бумаги, который держит Даниэль. Райт поставил Д’Эвеса Коука на вершине семейного треугольника, и он смотрит в сторону своей жены. Смысловое наполнение композиции Райта было утрачено.